# Holzhof Verlag
Der Holzhof Verlag Dresden ist ein deutscher Comicverlag aus Dresden.

## Geschichte
Der Holzhof Verlag wurde 2005 von Guido Weißhahn in Dresden gegründet. Weißhahn betreibt seit dem Jahr 2000 die Webpräsenz www.ddr-comics.de, die sich mit der Geschichte und Aufarbeitung von Comics und Bildgeschichten in der DDR, SBZ und den neuen Bundesländern beschäftigt. Viele dieser Comics und Bildgeschichten wurden früher in bekannten, regelmäßig erscheinenden Kinder- und Jugendzeitschriften wie Atze, Frösi, Trommel, ABC-Zeitung, sowie in Illustrierten wie NBI, Für Dich, Freie Welt in Fortsetzungen abgedruckt. Bei den Neuveröffentlichungen im Holzhof Verlag wurden viele der älteren Comicstrips neu aufgearbeitet und mit bisher unveröffentlichten Material ergänzt. Der Verlag veröffentlicht mittlerweile über das Spektrum der Ost-Comics hinaus auch Werke anderer Autoren, Comiczeichner und Künstler. 2011 nahm der Verlag mit Holzhof Comix 1 – Der schlaue Rocket und seine Holzhofsoldaten erstmals am Gratis-Comic-Tag teil.

## Verlagsprogramm
Schwerpunkt des Verlagsprogramms ist die Reihe Klassiker der DDR-Bildgeschichte, in der Werke bekannter DDR-Künstler wie z. B. Jürgen Günther mit Flitzi, Mischa und Kalle, Jürgen Kieser mit Fix und Fax, Hansgeorg Stengel und Karl Schrader mit Max und Maxim, Heinz Jankofskys Comic zu Nimmerklug im Knirpsenland, Horst Alisch mit Ali und Archibald sowie mit Käpt'n Lütt, Richard Hambach mit Mäxchen Pfiffig und viele mehr publiziert wurden. Der Holzhof Verlag veröffentlichte weiterhin mit der Edition Jürgen Günther dessen Comics, wie Otto und Alwin und Kasimir und Josefine aus der Sächsischen Zeitung. Im Verlagsprogramm finden sich Werke von Erich Schmitt und Thomas Schmitt, alle Schweinevogel-Comics von 1987 bis 2007 in TOTAL-O-RAMA von Schwarwel, Bildgeschichten von Willy Moese und Die Virtonauten von Remory von Hagen Flemming.
Anlässlich des 40-jährigen Jubiläums der Olsenbande veröffentlichte Holzhof 2008 einen Comic von Otto Frello nach dem 4. Film dieser Reihe, Die Olsenbande und ihr großer Coup (dänischer Originaltitel Olsen-bandens store kup) mit umfangreichem Zusatz- und Hintergrundmaterial erstmals in deutscher Sprache.

## Ausgewählte Publikationen
- Otto Frello, Guido Herda und andere: Die Olsenbande und ihr großer Coup, Dresden 2008, ISBN 978-3-939509-95-0
- Klassiker der DDR-Bildgeschichte. Band 1: Flitzi., Dresden 2005, ISBN 3-00-017510-5 (26 Folgen aus der NBI, 1978/79)
- Klassiker der DDR-Bildgeschichte. Band 19: Opa und die Badewanne, Dresden 2010, ISBN 978-3-939509-19-6 (24 ausgewählte Comics aus der Zeitschrift NEWS, 1971–81, deutsche Erstveröffentlichung)
- Otto und Alwin – Gesamtausgabe. Edition Günther, Dresden 2008, ISBN 978-3-939509-99-8 (alle Folgen aus der FRÖSI, 1974–1981)
- Andreas Wehrheim, Mamei, Peter Zimmermann: „Der Schatz von Wörgl“, Michael Unterguggenberger und das Freigeldexperiment, Comic, 2009, ISBN 978-3-939509-94-3
- Schwarwel: Schweinevogel Total-O-Rama, 616-Seiten, Comics aus den ersten 20 Jahren von Schweinevogel, Dresden 2010, ISBN 978-3-939509-86-8
- Ivo Kircheis: Paralleluniversum 2, Dresden 2008, ISBN 978-3-939509-98-1
- Ivo Kircheis, Mamei, Andreas Wehrheim, Stephan Probst, David von Bassewitz, Gregor Körting, Regina Vetter, Lutz Anke (Comicbrigade): Das habe ich SO nie gezeichnet, 2008, ISBN 978-3-939509-97-4